# Cenolophium
Cenolophium es género monotípico de plantas pertenecientes a la familia Apiaceae. Su única especie: Cenolophium denudatum (Hornem.) Tutin, se encuentra en Eurasia.

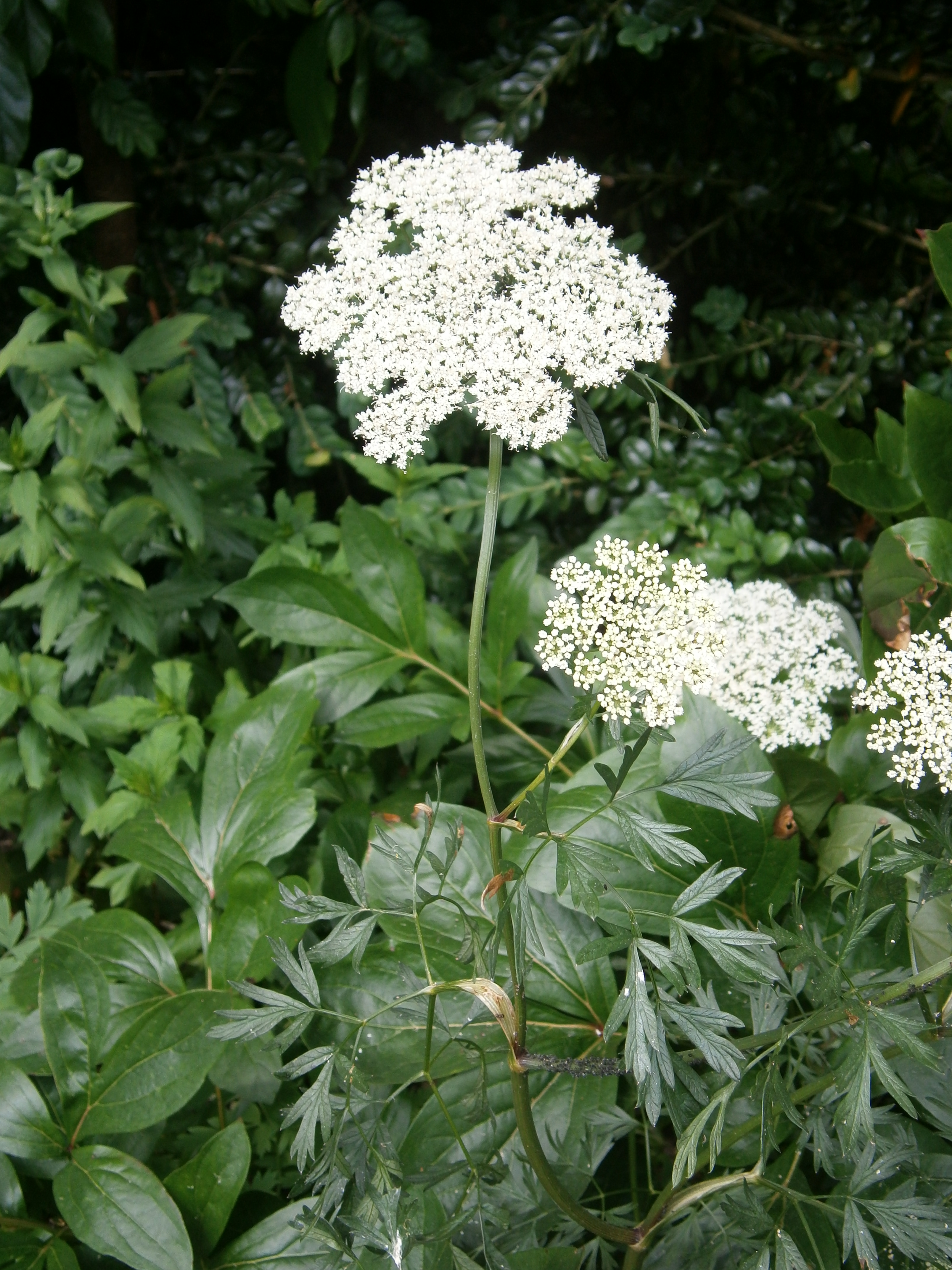
Inflorescencia

## Descripción
Es una planta que alcanza un tamaño de 50 a 150 cm de altura. La lámina basal es triangular, de 10-20 × 8-18 cm. Las hojas superiores son más pequeñas, sésiles y ampliadas en las vainas. Las inflorescencias en forma de umbelas de (3 -) 5-7 (-10) cm de diámetro, los rayos 10-25.

## Distribución y hábitat
Se encuentra en los bosques, pantanos, praderas ribereñas; a una altitud de 400-1800 metros en Xinjiang, Rusia (Siberia), Centro de Asia, sudoeste de Asia (Cáucaso) y Europa.

## Taxonomía
Cenolophium denudatum fue descrita por (Hornem.) Tutin y publicado en Feddes Repertorium 74(1–2): 3, en el año 1967.
Sinonimia
- Angelica fischeri Spreng.
- Athamanta denudata Fisch. ex Hornem. basónimo
- Cenolophium aspergillifolium (Bogusl.) Schischk.
- Cenolophium divaricatum Besser
- Cenolophium fischeri (Spreng.) W.D.J.Koch
- Cenolophium fischeri var. lapponicum F.Nyl.
- Cenolophium lapponicum Nyl.
- Cnidium fischeri (Spreng.) Spreng.
- Crithmum campestre Gueldenst. ex M.Bieb.
- Crithmum mediterraneum M.Bieb.[3]